# سالنامه کشور ایران

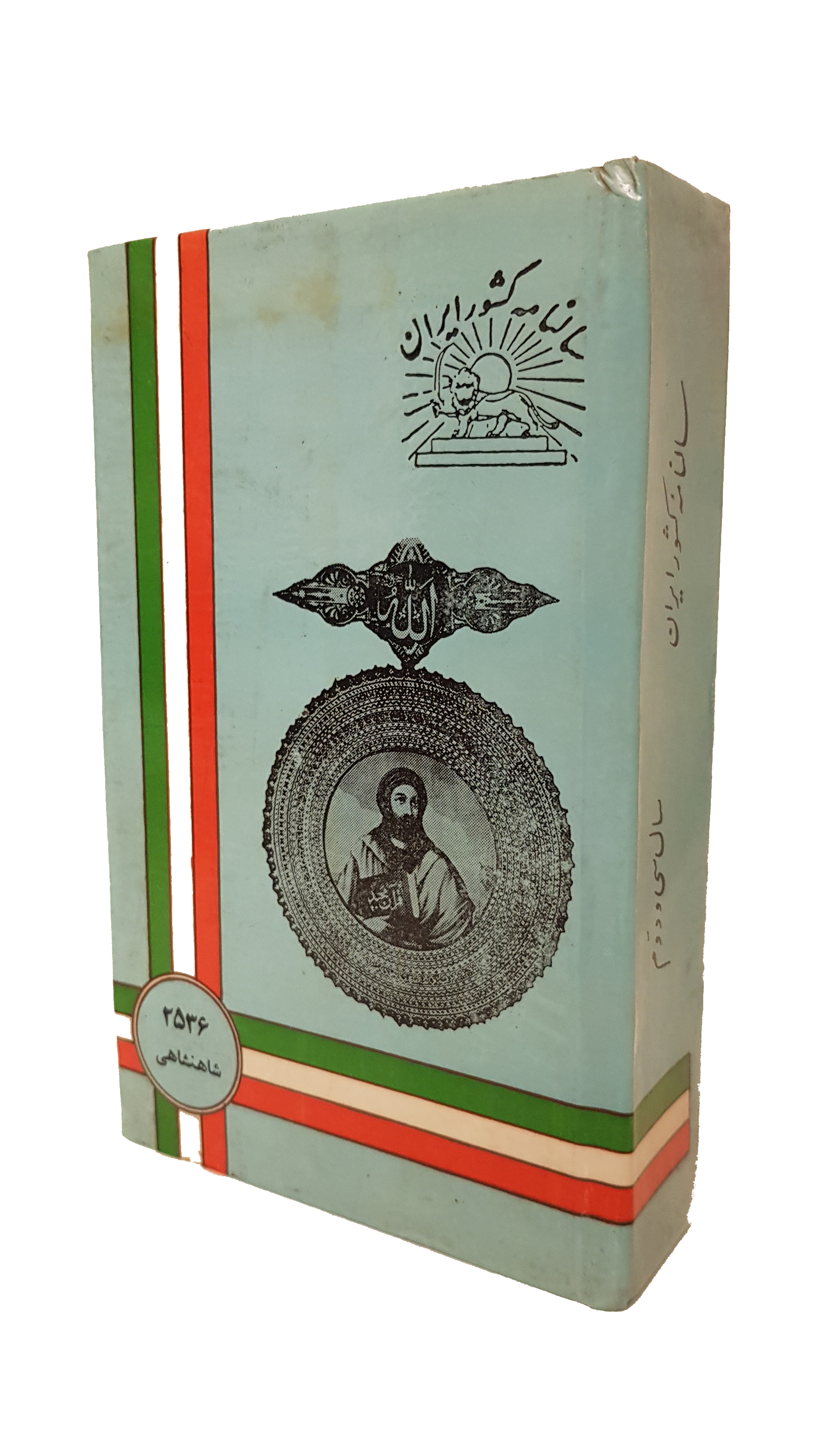

سالنامه کشور ایران پرتیراژترین سالنامه قرن ۱۴ شمسی ایران می‌باشد و همچنین با ۳۵ سال انتشار مداوم به لحاظ تداوم و استمرار در انتشار، با سابقه‌ترین سالنامه عمومی ایران محسوب می‌شود. این سالنامه در مؤسسه سالنامه کشور ایران به همت آقای محمدرضا میرزازمانی در قطع جیبی در دوره پهلوی اول و انقلاب اسلامی با همکاری ناشرانی همچون چاپخانه تابان، چاپخانه مقدم به چاپ رسید.
اولین نسخه از سالنامه کشور ایران در سال ۱۳۲۵ منتشر و با اقبال عامه مواجه شدو برطبق اسناد موجود در سازمان اسناد و کتابخانه ملی جمهوری اسلامی ایران، در سال‌های بعد تعداد زیادی از نسخ آن به درخواست وزارت کشور پیش فروش می‌یافت.
در نخستین شماره‌های این سالنامه قسمتی جهت معرفی کارکنان دولتی و بنگاه‌هایی که در امور مربوطه جدیت دارند و اشخاص دیگری که در نقاط کشور به عمل‌های خیرخواهانه می‌پردازند، تخصیص داده شده بود. این بخش «آئینه سالنامه» نام داشت و هدف از آن ایجاد رغبت به سبقت جستن در فعالیت‌های مثبت ذکر شده بود. به همراه سالنامه کشور ایران، تقویم جیبی و سالنمای دیواری نیز به خوانندگان هدیه داده می‌شد.
این سالنامه با فائق آمدن بر دشواری‌های چاپ علاوه بر تولید محتوای آماری و اطلاعاتی عمومی مفید از سازمان‌های کشوری و لشکری مورد احتیاج همگان؛ مقالات علمی، ادبی، تاریخی و تقویم رخدادهای رسمی و … را نیز پوشش دادو مورد استقبال وزارت‌خانه‌ها، ادارات و ارگان‌های دولتی نیز واقع شد. از طرفی درخواست سفارت ایران در برخی کشورها همچون مصر از دولت ایران برای ارسال کتاب و سالنامه‌هایی، به جهت شناساندن ایران و ترقیات فرهنگی، اجتماعی و اقتصادی آن موجبات رشد اینگونه نشریات پدید آمد.
کتاب‌های دیگری همچون «م‍ج‍م‍وع‍ه م‍ن‍ش‍ور م‍ل‍ل م‍ت‍ح‍د و اس‍اس‍ن‍ام‍ه دی‍وان ب‍ی‍ن‌ال‍م‍ل‍ل‍ی دادگ‍س‍ت‍ری و اع‍لام‍ی‍ه ج‍ه‍ان‍ی ح‍ق‍وق ب‍ش‍ر» در سال ۱۳۳۲ توسط مدیر و مؤسس این سالنامه، آقای محمدرضا میرزازمانی، از مجموعه سالنامه کشور ایران استخراج و به صورت مجزا به چاپ رسیده است.